# Plateau van Vijlen

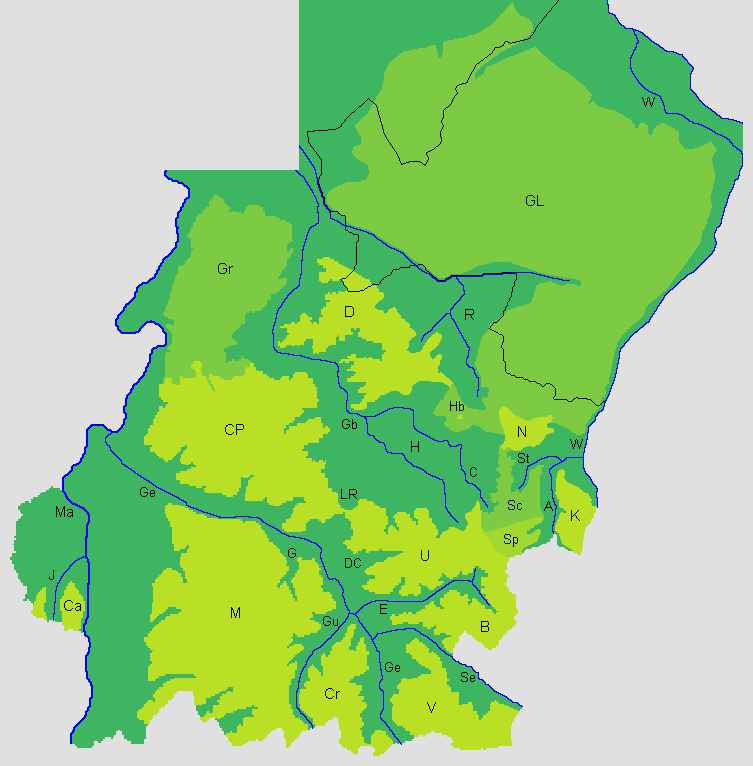
V. Plateau van Vijlen

Het Plateau van Vijlen, Plateau van Vaals of Plateau Vijlen-Vaals is een plateau in het Heuvelland in Nederlands Zuid-Limburg dat ontstaan is door de erosie van omliggende rivieren en beken. Het gebied is een golvende laagvlakte dat langzaam afloopt richting het noorden. Ze strekt zich uit van Vijlen in het noorden, de Vaalserberg in het uiterste zuidoosten en Cottessen het uiterste zuidwesten. Het plateau is voor het grootste deel begroeid door de Vijlenerbossen. De buurtschap Hilleshagen ligt op een heuvelrug ten noorden van Vijlen op een uitloper van het plateau. De zuidelijke rand van het plateau ligt in België. Soms wordt de Vaalserberg met direct omliggend gebied onder de naam Plateau van Vaals als een apart plateau gezien. De gemiddelde hoogte van het plateau is circa 260 meter boven NAP.
Het plateau wordt in het noorden begrensd door het dal van de Lombergbeek en het dal van de Selzerbeek, met aan de andere van de beek de hellingen van het Plateau van Bocholtz. In het westen en zuiden wordt het begrensd door het Geuldal. Aan de overzijde van de Geul ligt in het westen het Plateau van Crapoel. In het uiterste zuidoosten loopt het plateau in Duitsland en België door in het Aachener Wald en het Preusbos. Nabij Wolfhaag ligt er een bergpas die Vaals in Nederland verbindt met Gemmenich in België. Aan de noordzijde ligt er een uitloper van het plateau waarop het dorp Vijlen gelegen is. Op de meest westelijker uitloper is Emmaus gebouwd, bij Bommerig.
Op een deel van de hellingen liggen hellingbossen.

## Rivieren
In het plateau insnijdende rivieren zijn (van zuidwest naar oost):
In het zuidwesten:
- Cottesserbeek met de Alleinbron
- Berversbergbeek met de Velraadsbeek
- Belleterbeek
- Lousbergbeek
- Lingbergbeek
- Klopdriesscherbeek
- Camerigerbeek
- Mässel

In het noordwesten:
- Bommerigerbeek
- Klitserbeek met de Thienenbergbeek
- Schaeberggrub
- Spetsensweidebeek
- Hermensbeek
- Mechelderbeek of Lombergbeek

In het noordoosten:
- Harleserbeek
- Hermansbeek met de Raderbeek, Einradebeek en Hofweidebeek
- Winnebroekerbeek
- Vaalsbroekermolenbeek met de Wolfhagerbeek, Benden, Meelenbroekbeek, Eyelbron en Rarenderbeek)
- Zieversbeek